# Bahram Mansourov
Pour les articles homonymes, voir Mansourov.
Bahram Mansourov (azéri : Bəhram Məşədi Suleyman oğlu Mansurov), né le 12 février 1911 à Bakou où il est mort le 14 mai 1985, est un joueur de tar azerbaïdjanais, et un Artiste du peuple de la RSS d'Azerbaïdjan.

## Biographie
Bahram Mansurov est né le 12 février 1911 à Bakou dans une famille de musiciens. Son grand-père, Mashadi Malik, est un maître de mugham et l'un des premiers propagateurs de la musique nationale. Il est perçu dans l'histoire de la culture musicale azerbaïdjanaise comme le fondateur des assemblées classiques de mugam à Bakou et à Absheron[réf. nécessaire].
L'oncle de Bahram Mansurov, Mirza Mansur, a travaillé de longues années au conservatoire. Son père, Mashadi Suleyman Bey, joue du tar et connaît toutes les subtilités du mugam[réf. nécessaire].
Bahram Mansurov obtient son diplôme d'études secondaires en 1925. Il se produit lors de concerts scolaires. À 12-13 ans, il chante des mughams solos tels que Rast, Chahargah, Bayati-Shiraz et Qatar.